# Далемінці

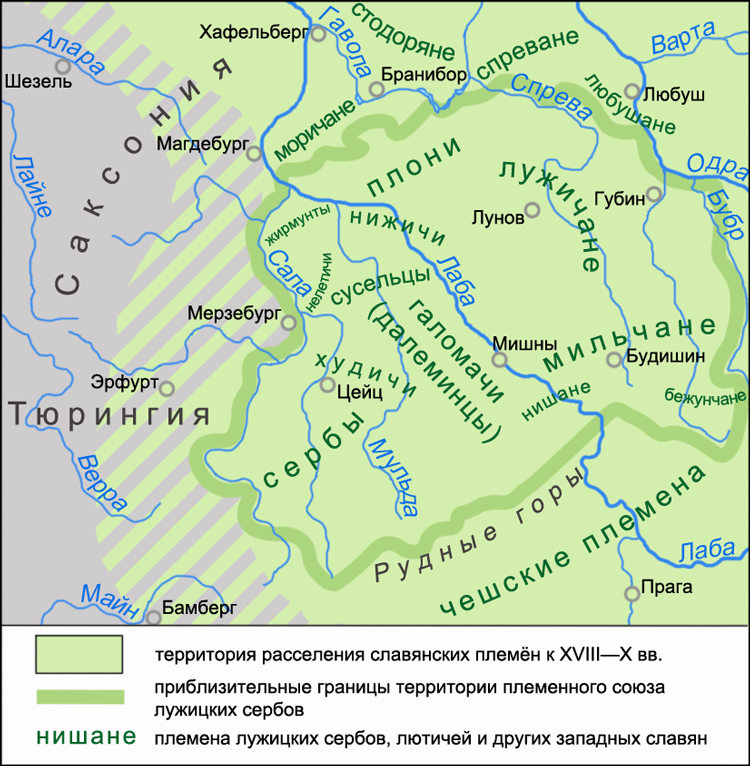
Плем'я далемінців на карті розміщення лужицькосербських племен у VIII—X ст.

Далемінці (долемінці, галомачі, гломачі; нім. Daleminzier, пол. Głomacze (Dalemińcy)) — середньовічне західнослов'янське плем'я, що входило до племінного союзу лужицьких сербів разом із мільчанами, сорбами, лужичанами, нішанами, сусельцями та іншими племенами. Далемінці є одними з пращурів лужичан, слов'янського народу на сході Німеччини.

## Розселення
У другій половині I тисячоліття плем'я далемінців займало землі в межиріччі Ельби та Мульди на північ від Рудніх гір на території сучасної Німеччини (федеральна земля Саксонія). На північ від далемінців знаходилися землі сусельців та ніжичеів, на схід за Ельбою — землі мільчан і нішан, на захід за річкою Мульда — землі сорбів, худичів та інших племен, на південь від далемінців жили чехи.

## Походження
Далемінці, імовірно, відносяться до слов'янських переселенців VII століття, що з'явилися в межиріччі Ельби і Заалє, вже зайнятій слов'янськими племенами, що відносяться до празько-корчакської культури.

## Спілки
Разом з іншими племенами межиріччя Ельби тп Заалі далемінці об'єдналися в союз сорбів.

## Етнонім

### Далемінці
У «Баварському Географі» IX століття плем'я далемінців фіксується як Talaminzi.
Трубачов вважав, що етнонім «далемінці» має ілліровенетське походження: від іллір. Dalmatae — «овечі (пастухи)».

### Гломачі
У X столітті плем'я згадується в історичних джерелах під назвою гломачі (галомачі). Чеський учений Л. Нідерле назвав причини такої зміни етнонімів загадковими.
За припущенням російського археолога В. В. Сєдова перший етнонім належить племені празько-корчацького походження, а друга назва пов'язана із слов'янами рюсенської культури, що переселились пізніше.

## Історія
У X столітті плем'я далемінців (гломачів) було остаточно розгромлене німцями, слідом за ними були підкорені і всі інші племена союзу сорбів.